# Ballville (Ohio)
Ballville – jednostka osadnicza w Stanach Zjednoczonych, w stanie Ohio, w hrabstwie Sandusky.